# Дуби в Гуріївському лісництві
Дуби́ в Гу́ріївському лісни́цтві — ботанічна пам'ятка природи місцевого значення в Україні. Об'єкт розташований на території Долинського району Кіровоградської області, між селами Гурівка і Ганнівка. 
Площа 0,5 га. Статус присвоєно згідно з рішенням Кіровоградського облвиконкому № 233 від 09.06.1971 року. Перебуває у віданні ДП «Долинський лісгосп» (Гурівське лісництво, кв. 15, діл. 9). 
Статус присвоєно для збереження групи вікових дубів.